# Jason Arday
Jason Arday, FRSA (* 1985 in London, England) ist ein britischer Soziologe und Hochschullehrer. Er ist Professor an der University of Cambridge, obwohl er erst mit 18 Jahren lesen und schreiben lernte.

## Leben und Werk
Arday war der zweitjüngste von vier Söhnen ghanaischer Eltern und wuchs in einer Sozialsiedlung in Clapham im Süden Londons auf. Seine Mutter war Krankenschwester für psychische Gesundheit und sein Vater Koch. Im Alter von drei Jahren wurde bei ihm eine Form der Autismus-Spektrum-Störung diagnostiziert. Mit vier Jahren lernte er die Gebärdensprache und mit 11 Jahren sprechen. Er begann mit 18 Jahren zu lesen und schreiben, unterstützt von seinem Mentor und Hochschullehrer Sandro Sandri.
Anschließend studierte er Sport und Pädagogik an der University of Surrey, wo er 2008 einen Bachelor of Arts erhielt. Danach studierte er an der St Mary’s University, Twickenham, und erwarb dort 2011 einen Master-Abschluss in Pädagogik und am Institute of Education in London ein Certificate in Education. 2013 erhielt er an der Liverpool John Moores University den Master in Education und das Post-Graduate Certificate in Teaching and Learning in Higher Education. Er promovierte 2015 in Philosophie an der Liverpool John Moores University.
Von 2006 bis 2019 arbeitete Ardey als Sportdozent im Hochschulbereich. 2018 veröffentlichte Arday seine erste Arbeit und bekam einen Lehrauftrag an der Roehampton University, bevor er als außerordentlicher Professor für Soziologie an die Durham University wechselte. Er war 2016 Visiting Research Fellow an der Ohio State University im Office of Diversity and Inclusion und wurde 2019 außerordentlicher Professor an der Nelson Mandela University am Lehrstuhl für Critical Studies in Higher Education in Südafrika. 2021 wurde er Professor für Bildungssoziologie an der School of Education der University of Glasgow und war damit zu dieser Zeit einer der jüngsten Professoren im Vereinigten Königreich.
Am 6. März 2023 trat er die Stelle als Professor für Bildungssoziologie an der Fakultät für Bildungswissenschaften der Universität Cambridge an und war der jüngste Schwarze Professor als einer von nur sechs schwarzen Lehrstuhlinhabern, der jemals auf eine Professur in Cambridge berufen wurde.
Er hat zahlreiche Arbeiten zu Themen wie den Erfahrungen schwarzer Studenten an Universitäten, der Unterrepräsentation ethnischer Minderheiten in akademischen Laufbahnen und den langfristigen Auswirkungen von Rassendiskriminierung in der Bildung veröffentlicht.
Er ist Alleinautor und Co-Autor mehrerer Bücher, darunter Werke, die die Wurzeln des strukturellen Rassismus in der Hochschulbildung und das „Cool Britannia“-Phänomen der 1990er Jahre aus der Perspektive ethnischer Minderheiten untersuchen. Er ist außerdem Mitglied des Editorial Boards von Educational Philosophy and Theory und der Zeitschrift Sociology der British Sociological Association (BSA).

## Wohltätigkeitsarbeit
Arday ist seit 2012 Treuhänder des Runnymede Trust, der britischen Denkfabrik für Rassengleichheit, und der British Sociological Association.
Er war über einen Zeitraum von 10 Jahren an über 70 Wohltätigkeitsorganisationen in England beteiligt. 2010 lief er 30 Marathons in 35 Tagen und sammelte mit diesem Challenge-Event Spenden für die Wohltätigkeitsorganisation Shelter und das Shooting Star Children’s Hospice. Aufgrund seiner Wohltätigkeitsarbeit und seines Spendensammelns wurde er im Juli 2012 zum olympischen Fackelträger gewählt.

## Ehrungen
- Senior Fellow der Higher Education Academy
- Fellow der Royal Society of Arts

## Veröffentlichungen (Auswahl)
- Considering Racialised Contexts in Education: Using reflective practice and peer-mentoring to support Black and Ethnic Minority educators. Abingdon: Routledge, 2019.
- Cool Britannia and Multi-Ethnic Britain: Uncorking the Champagne Supernova. Abingdon: Routledge, 2019, ISBN 978-1-138-21740-9.
- mit Dave Thomas:  Doing Equity and Diversity for Success in Higher Education: Redressing Structural Inequalities in the Academy. Palgrave Macmillan, 2021, ISBN 978-1-138-21773-7.
- mit H. S. Mirza: Dismantling Race in Higher Education: Racism, Whiteness and Decolonising the Academy. London: Palgrave Macmillan, 2018, ISBN 978-3-319-60260-8.